# Campionati del mondo di atletica leggera 2023 - 100 metri piani maschili
La specialità dei 100 metri piani maschili dei campionati del mondo di atletica leggera 2023 si è svolta il 19 e il 20 agosto al Centro nazionale di atletica leggera di Budapest, in Ungheria.

## Podio
| Pos.    | Atleta         | Nazionalità   | Tempo       |
| ------- | -------------- | ------------- | ----------- |
| Oro     | Noah Lyles     | Stati Uniti   | 9"83 =      |
| Argento | Letsile Tebogo | Botswana      | 9"88 (.873) |
| Bronzo  | Zharnel Hughes | Gran Bretagna | 9"88 (.874) |

## Situazione pre-gara

### Record
Prima di questa competizione il record del mondo (RM) e il record dei campionati (RC) erano i seguenti:
| Record                | Prestazione | Atleta              | Data                             | Competizione  |
| --------------------- | ----------- | ------------------- | -------------------------------- | ------------- |
| Record mondiale       | 9"58        | Usain Bolt Giamaica | 16 agosto 2009 Berlino, Germania | Mondiali 2009 |
| Record dei campionati | 9"58        | Usain Bolt Giamaica | 16 agosto 2009 Berlino, Germania | Mondiali 2009 |

### Campioni in carica
I campioni in carica a livello mondiale e olimpico sono:
| Campione | Atleta                  | Prestazione | Data                                         | Competizione         |
| -------- | ----------------------- | ----------- | -------------------------------------------- | -------------------- |
| Olimpico | Marcell Jacobs Italia   | 9"80        | 1º agosto 2021 Tokyo, Giappone               | Giochi olimpici 2021 |
| Mondiale | Fred Kerley Stati Uniti | 9"86        | 16 luglio 2022 Eugene, Stati Uniti d'America | Mondiali 2022        |

### La stagione
Prima di questa gara, gli atleti con le migliori tre prestazioni dell'anno erano:
| Pos. | Atleta                       | Prestazione | Data                                           |
| ---- | ---------------------------- | ----------- | ---------------------------------------------- |
| 1    | Zharnel Hughes Gran Bretagna | 9"83        | 24 giugno 2023 New York, Stati Uniti d'America |
| 2    | Ferdinand Omanyala Kenya     | 9"84        | 13 maggio 2023 Nairobi, Kenya                  |
| 3    | Fred Kerley Stati Uniti      | 9"88        | 21 maggio 2023 Yokohama, Giappone              |

## Risultati

### Turno preliminare
I turni preliminari si sono tenuti a partire dalle 12:30 del 19 agosto. I primi 2 di ogni serie (Q) e i 2 tempi migliori (q) si sono qualificati alle batterie.

#### Batteria 1
| Posizione | Corsia | Atleta                     | Nazionalità  | Tempo | Note                                     |
| --------- | ------ | -------------------------- | ------------ | ----- | ---------------------------------------- |
| 1         | 4      | Emanuel Archibald          | Guyana       | 10"27 | Q                                        |
| 2         | 7      | Bence Boros                | Ungheria     | 10"70 | Q                                        |
| 3         | 5      | Nik Wa Chan                | Macao        | 10"79 | q                                        |
| 4         | 2      | Terrone Webster            | Anguilla     | 11"03 |                                          |
| 5         | 8      | Timur Isakov               | Kirghizistan | 11"22 | Miglior prestazione personale            |
| 6         | 3      | Karalo Hepoiteloto Maibuca | Tuvalu       | 11"55 | Miglior prestazione personale stagionale |
| 7         | 6      | Tauro Tiaon                | Kiribati     | 12"00 | Miglior prestazione personale            |

#### Batteria 2
| Posizione | Corsia | Atleta           | Nazionalità   | Tempo | Note                                     |
| --------- | ------ | ---------------- | ------------- | ----- | ---------------------------------------- |
| 1         | 3      | Muhd Azeem Fahmi | Malaysia      | 10"24 | Q                                        |
| 2         | 2      | Brandon Jones    | Belize        | 10"94 | Q                                        |
| 3         | 7      | Seco Camara      | Guinea-Bissau | 11"04 |                                          |
| 4         | 4      | Aayush Kunwar    | Nepal         | 11"07 |                                          |
| 5         | 5      | Winzar Kakiouea  | Nauru         | 11"23 | Miglior prestazione personale            |
| 6         | 8      | Kylian Vatrican  | Monaco        | 11"44 | Miglior prestazione personale stagionale |
|           | 6      | Dylan Sicobo     | Seychelles    | dns   |                                          |

#### Batteria 3
| Posizione | Corsia | Atleta            | Nazionalità        | Tempo | Note                          |
| --------- | ------ | ----------------- | ------------------ | ----- | ----------------------------- |
| 1         | 4      | Imranur Rahman    | Bangladesh         | 10"50 | Q                             |
| 2         | 7      | Onisio Pereia     | Mozambico          | 10"89 | Q                             |
| 3         | 2      | Alisher Sadulayev | Turkmenistan       | 10"90 |                               |
| 4         | 9      | Melique Garcia    | Honduras           | 10"96 |                               |
| 5         | 8      | Melino Tafuna     | Tonga              | 11"14 | Miglior prestazione personale |
| 6         | 6      | Manuihei Teaha    | Polinesia francese | 11"66 | Miglior prestazione personale |
| 7         | 3      | Ty'ree Langidrik  | Isole Marshall     | 11"78 | Miglior prestazione personale |
|           | 5      | Said Gilani       | Afghanistan        | dnf   |                               |

#### Batteria 4
| Posizione | Corsia | Atleta           | Nazionalità     | Tempo | Note                                     |
| --------- | ------ | ---------------- | --------------- | ----- | ---------------------------------------- |
| 1         | 2      | Ebrahima Camara  | Gambia          | 10"32 | Q                                        |
| 2         | 5      | Joseph Green     | Guam            | 10"84 | Q                                        |
| 3         | 4      | Favoris Muzrapov | Tagikistan      | 10"86 | q                                        |
| 4         | 3      | Nujoom Hassan    | Maldive         | 11"30 | Miglior prestazione personale            |
| 5         | 7      | Nathan Crumpton  | Samoa Americane | 11"32 | Miglior prestazione personale stagionale |
| 6         | 6      | Scott James Fiti | Micronesia      | 11"69 |                                          |
|           | 8      | Oliver Mwimba    | RD del Congo    | dns   |                                          |

### Batterie
Le batterie si sono svolte a partire dalle 18:50 del 19 agosto. Si sono qualificati alle semifinali i primi 3 di ogni batteria (Q) (4 nella settima batteria, in cui due atleti sono arrivati parimerito) e i 2 tempi migliori tra gli esclusi (q).

#### Batteria 1
| Posizione | Corsia | Atleta           | Nazionalità    | Tempo | Note |
| --------- | ------ | ---------------- | -------------- | ----- | ---- |
| 1         | 9      | Zharnel Hughes   | Gran Bretagna  | 10"00 | Q    |
| 2         | 4      | Ryiem Forde      | Giamaica       | 10"01 | Q    |
| 3         | 8      | Seye Ogunlewe    | Nigeria        | 10"07 | Q    |
| 4         | 5      | Dominik Kopec    | Polonia        | 10"12 | q    |
| 5         | 2      | Hassan Taftian   | Iran           | 10"17 |      |
| 6         | 6      | Tiaan Whelpton   | Nuova Zelanda  | 10"26 |      |
| 7         | 3      | Favoris Muzrapov | Tagikistan     | 10"99 |      |
| 8         | 7      | Arthur Cisse     | Costa d'Avorio | 11"58 |      |

#### Batteria 2
| Posizione | Corsia | Atleta              | Nazionalità | Tempo | Note |
| --------- | ------ | ------------------- | ----------- | ----- | ---- |
| 1         | 9      | Noah Lyles          | Stati Uniti | 9"95  | Q    |
| 2         | 4      | Ferdinand Omanyala  | Kenya       | 9"97  | Q    |
| 3         | 8      | Usheoritse Itsekiri | Nigeria     | 10"17 | Q    |
| 4         | 3      | Samuele Ceccarelli  | Italia      | 10"26 |      |
| 5         | 5      | Jerome Blake        | Canada      | 10"29 |      |
| 6         | 6      | Emmanuel Eseme      | Camerun     | 10"41 |      |
| 7         | 7      | Jake Doran          | Australia   | 10"48 |      |
| 8         | 2      | Kin Wa Chan         | Macao       | 10"83 |      |

#### Batteria 3
| Posizione | Corsia | Atleta              | Nazionalità   | Tempo | Note   |
| --------- | ------ | ------------------- | ------------- | ----- | ------ |
| 1         | 8      | Raphael Bouju       | Paesi Bassi   | 10"09 | Q      |
| 2         | 2      | Eugene Amo-Dadzie   | Gran Bretagna | 10"10 | Q      |
| 3         | 9      | Emmanuel Matadi     | Liberia       | 10"13 | Q      |
| 4         | 4      | Benjamin Richardson | Sudafrica     | 10"17 |        |
| 5         | 7      | Cravont Charleston  | Stati Uniti   | 10"18 |        |
| 6         | 3      | Felipe Bardi        | Brasile       | 10"25 | (.243) |
| 7         | 5      | Jan Volko           | Slovacchia    | 10"25 | (.250) |
| 8         | 6      | Onisio Pereia       | Mozambico     | 11"09 |        |

#### Batteria 4
| Posizione | Corsia | Atleta            | Nazionalità       | Tempo | Note     |
| --------- | ------ | ----------------- | ----------------- | ----- | -------- |
| 1         | 9      | Letsile Tebogo    | Botswana          | 10"11 | (.102) Q |
| 2         | 4      | Rohan Browning    | Australia         | 10"11 | (.103) Q |
| 3         | 8      | Reece Prescod     | Gran Bretagna     | 10"14 | Q        |
| 4         | 5      | Shaun Maswanganyi | Sudafrica         | 10"21 |          |
| 5         | 2      | Ryuichiro Sakai   | Giappone          | 10"22 |          |
| 6         | 6      | Cejhae Greene     | Antigua e Barbuda | 10"23 |          |
| 7         | 3      | Muhd Azeem Fahmi  | Malaysia          | 10"26 |          |
| 8         | 7      | Bence Boros       | Ungheria          | 10"70 |          |

#### Batteria 5
| Posizione | Corsia | Atleta             | Nazionalità | Tempo | Note   |
| --------- | ------ | ------------------ | ----------- | ----- | ------ |
| 1         | 7      | Oblique Seville    | Giamaica    | 9"86  | Q      |
| 2         | 4      | Fred Kerley        | Stati Uniti | 9"99  | Q      |
| 3         | 5      | Henrik Larsson     | Svezia      | 10"16 | Q      |
| 4         | 3      | Mouhamadou Fall    | Francia     | 10"19 |        |
| 5         | 2      | Ebrahima Camara    | Gambia      | 10"20 |        |
| 6         | 9      | Paulo André Camilo | Brasile     | 10"25 |        |
| 7         | 8      | Brandon Jones      | Belize      | 10"95 |        |
|           | 6      | Favour Ashe        | Nigeria     | dq    | TR16.8 |

#### Batteria 6
| Posizione | Corsia | Atleta                 | Nazionalità               | Tempo | Note |
| --------- | ------ | ---------------------- | ------------------------- | ----- | ---- |
| 1         | 4      | Abdul Hakim Sani Brown | Giappone                  | 10"07 | Q    |
| 2         | 2      | Rohan Watson           | Giamaica                  | 10"11 | Q    |
| 3         | 8      | Lamont Marcell Jacobs  | Italia                    | 10"15 | Q    |
| 4         | 5      | Brendon Rodney         | Canada                    | 10"16 | q    |
| 5         | 6      | Rikkoi Brathwaite      | Isole Vergini Britanniche | 10"18 |      |
| 6         | 9      | Terrence Jones         | Bahamas                   | 10"32 |      |
| 7         | 7      | Imranur Rahman         | Bangladesh                | 10"41 |      |
| 8         | 3      | Ronal Longa            | Colombia                  | 11"31 |      |

#### Batteria 7
| Posizione | Corsia | Atleta            | Nazionalità | Tempo | Note     |
| --------- | ------ | ----------------- | ----------- | ----- | -------- |
| 1         | 4      | Akani Simbine     | Sudafrica   | 9"97  | Q        |
| 2         | 2      | Christian Coleman | Stati Uniti | 9"98  | Q        |
| 3         | 7      | Emanuel Archibald | Guyana      | 10"20 | (.193) Q |
| 3         | 6      | Hiroki Yanagita   | Giappone    | 10"20 | (.193) Q |
| 5         | 3      | Julian Wagner     | Germania    | 10"31 |          |
| 6         | 9      | Erik Cardoso      | Brasile     | 10"36 |          |
| 7         | 8      | Markus Fuchs      | Austria     | 10"43 |          |
| 8         | 5      | Joseph Green      | Guam        | 10"91 |          |

### Semifinali
Le semifinali sono state disputate dalle 16:35 (ora locale di Budapest) del 20 agosto. Si sono qualificati in finale i primi 2 di ogni batteria (Q) e i 2 tempi migliori (q).

#### Batteria 1
| Posizione | Corsia | Atleta                 | Nazionalità   | Tempo | Note                                     |
| --------- | ------ | ---------------------- | ------------- | ----- | ---------------------------------------- |
| 1         | 4      | Noah Lyles             | Stati Uniti   | 9"87  | Q                                        |
| 2         | 6      | Abdul Hakim Sani Brown | Giappone      | 9"97  | Q                                        |
| 3         | 5      | Ferdinand Omanyala     | Kenya         | 10"01 | q                                        |
| 4         | 7      | Eugene Amo-Dadzie      | Gran Bretagna | 10"03 |                                          |
| 5         | 3      | Marcell Jacobs         | Italia        | 10"05 | Miglior prestazione personale stagionale |
| 6         | 8      | Rohan Watson           | Giamaica      | 10"07 |                                          |
| 7         | 2      | Dominik Kopec          | Polonia       | 10"15 |                                          |
| 8         | 9      | Usheoritse Itsekiri    | Nigeria       | 10"19 |                                          |

#### Batteria 2
| Posizione | Corsia | Atleta            | Nazionalità   | Tempo | Note                          |
| --------- | ------ | ----------------- | ------------- | ----- | ----------------------------- |
| 1         | 5      | Christian Coleman | Stati Uniti   | 9"88  | Q                             |
| 2         | 7      | Zharnel Hughes    | Gran Bretagna | 9"93  | Q                             |
| 3         | 6      | Ryiem Forde       | Giamaica      | 9"95  | q                             |
| 4         | 8      | Emmanuel Matadi   | Liberia       | 10"04 |                               |
| 5         | 3      | Seye Ogunlewe     | Nigeria       | 10"12 |                               |
| 6         | 9      | Emanuel Archibald | Guyana        | 10"13 | Miglior prestazione personale |
| 7         | 2      | Hiroki Yanagita   | Giappone      | 10"14 |                               |
|           | 4      | Akani Simbine     | Sudafrica     | dq    | TR16.8                        |

#### Batteria 3
| Posizione | Corsia | Atleta          | Nazionalità   | Tempo | Note   |
| --------- | ------ | --------------- | ------------- | ----- | ------ |
| 1         | 7      | Oblique Seville | Giamaica      | 9"90  | Q      |
| 2         | 6      | Letsile Tebogo  | Botswana      | 9"98  | Q      |
| 3         | 4      | Fred Kerley     | Stati Uniti   | 10"02 |        |
| 4         | 3      | Rohan Browning  | Australia     | 10"11 |        |
| 5         | 5      | Raphael Bouju   | Paesi Bassi   | 10"20 | (.194) |
| 6         | 9      | Henrik Larsson  | Svezia        | 10"20 | (.198) |
| 7         | 2      | Brendon Rodney  | Canada        | 10"25 |        |
| 8         | 8      | Reece Prescod   | Gran Bretagna | 10"26 |        |

### Finale
La finale è stata disputata alle 19:10 (ora locale di Budapest) del 20 agosto.
| Posizione | Corsia | Atleta                 | Nazionalità   | Tempo | Note   |
| --------- | ------ | ---------------------- | ------------- | ----- | ------ |
| Oro       | 6      | Noah Lyles             | Stati Uniti   | 9"83  | =      |
| Argento   | 3      | Letsile Tebogo         | Botswana      | 9"88  | (.873) |
| Bronzo    | 5      | Zharnel Hughes         | Gran Bretagna | 9"88  | (.874) |
| 4         | 7      | Oblique Seville        | Giamaica      | 9"88  | (.877) |
| 5         | 4      | Christian Coleman      | Stati Uniti   | 9"92  |        |
| 6         | 8      | Abdul Hakim Sani Brown | Giappone      | 10"04 |        |
| 7         | 9      | Ferdinand Omanyala     | Kenya         | 10"07 |        |
| 8         | 2      | Ryiem Forde            | Giamaica      | 10"08 |        |